# Houtzwamkevers
De houtzwamkevers (Ciidae) zijn een familie van kevers (Coleoptera) in de superfamilie Tenebrionoidea.

## Geslachten
Hieronder de geslachten met tussen haakjes het aantal soorten.
- Acanthocis (2)
- Anoplocis (2)
- Apterocis (14)
- Atlantocis (3)
- Ceracis (47)
- Cis Latreille, 1796 (349)
- Cisarthron (1)
- Dichodontocis (1)
- Dimerapterocis (1)
- Diphyllocis (1)
- Dolichocis (4)
- Ennearthron (19)
- Euxestocis (3)
- Falsocis (3)
- Hadreule (3)
- Hyalocis (1)
- Lipopterocis (1)
- Malacocis (3)
- Neoapterocis (2)
- Neoennearthron (3)
- Nipponapterocis (3)
- Nipponocis (4)
- Octotemnus (21)
- Odontocis (1)
- Orthocis (42)
- Paratrichapus (1)
- Paraxestocis (1)
- Phellinocis (3)
- Plesiocis (1)
- Polynesicis (1)
- Porculus (5)
- Ropalodontus (11)
- Scolytocis (1)
- Sphindocis (1)
- Strigocis (5)
- Sulcacis (7)
- Syncosmetus (2)
- Trichapus (2)
- Tropicis (3)
- Wagaicis (1)
- Xylographella (1)
- Xylographus (35)

## In Nederland waargenomen soorten
- Genus: Cis
  - Cis bidentatus
  - Cis boleti - (Gewoon boomzwamkevertje)
  - Cis castaneus
  - Cis comptus
  - Cis fagi
  - Cis festivus
  - Cis fusciclavis
  - Cis glabratus
  - Cis micans
  - Cis punctulatus
  - Cis pygmaeus
  - Cis rugulosus
  - Cis submicans
  - Cis vestitus
  - Cis villosulus
- Genus: Ennearthron
  - Ennearthron cornutum
- Genus: Octotemnus
  - Octotemnus glabriculus
- Genus: Orthocis
  - Orthocis alni
  - Orthocis coluber
- Genus: Ropalodontus
  - Ropalodontus perforatus
- Genus: Strigocis
  - Strigocis bicornis
- Genus: Sulcacis
  - Sulcacis bidentulus
  - Sulcacis fronticornis
  - Sulcacis nitidus
- Genus: Xylographus
  - Xylographus bostrichoides